# グスタフ・ヤノーホ
グスタフ・ヤノーホ（Gustav Janouch、1903年3月1日 - 1968年3月7日）は、チェコの作家。

## 生涯
ドラウ川畔マールブルク・アン・デア・ドラウに出生。母はハンガリー出身、父はチェコの建築および保険関係の技術者であった。5歳のとき、父が新しく組織されたプラハの労働災害保険局に呼ばれたため、一家でプラハに移った。ヤノーホは父の母語であるチェコ語を知らなかったが、チェコ語を覚えるべきとの母の考えでチェコ人の小学校に入れられ、その後ドイツ語の実科学校に通った。ヤノーホは中学時代から音楽の才能を発揮し、ことにピアノの演奏や記譜に優れていた。戦前は軽音楽、特にジャズ作曲や演奏と著述活動で知られた。
1920年ヤノーホは17歳で、20歳近く年の離れたフランツ・カフカと出会った。カフカとヤノーホの父は保険局で同僚で、この出会いもヤノーホが文学を志していることを知った父の計らいによるものであった。以来ヤノーホはカフカのもとをたびたび訪れ、またカフカも彼の才能を評価し、ヤノーホの幾つかの作品を友人を通して発表させるなどした。第二次大戦後、ヤノーホは無実の罪によって13ヶ月間の拘留を受け、この間の非人間的な体験のなかでカフカに関する手記を出版しようと思い立った。
ヤノーホは、カフカの存命中に書き付けていた自身の手記やメモなどを探し出し、それらに回想などを加えて、1951年に『カフカとの対話(Gespräche mit Kafka)』として出版した（のち増補版）。ヤノーホの描くカフカ像は文学的な求道者として理想化され過ぎるきらいはあるものの、カフカの恋人ドーラ・ディアマントや、マックス・ブロート（友人で遺稿を編さん）は、この手記を読むとフランツ・カフカが目の前にいて話しているように感じると評価された。
晩年のヤノーホは、重度の糖尿病に苦しみつつも、著述家として『プラハの出会い』などドイツ語の小説などを執筆、カフカのチェコ語訳を行い、1966年に伝記『ハシェクの生涯』を刊行した。プラハの春の最中に亡くなった。

## 日本語訳
- 『カフカとの対話　手記と追想』 吉田仙太郎訳（ヤノーホとも交流があった、増補版を完訳）

筑摩書房［筑摩叢書］、1967年／ちくま学芸文庫（改訳版）、1994年／みすず書房〈始まりの本〉、2012年
- 『ハシェクの生涯 「善良な兵士シュベイク」の父』 土肥美夫訳（みすず書房、1970年）